# Mynydd y Garn
Mynydd y Garn är en kulle i Storbritannien.   Den ligger i kommunen Isle of Anglesey och riksdelen Wales, i den sydvästra delen av landet, 400 km nordväst om huvudstaden London. Toppen på Mynydd y Garn är 39 meter över havet. Mynydd y Garn ligger på ön Anglesey.
Terrängen runt Mynydd y Garn är platt. Havet är nära Mynydd y Garn åt nordväst. Runt Mynydd y Garn är det ganska tätbefolkat, med 86 invånare per kvadratkilometer. Närmaste större samhälle är Holyhead, 13,0 km sydväst om Mynydd y Garn. Trakten runt Mynydd y Garn består i huvudsak av gräsmarker.